# 田中寛一
田中 寛一（たなか かんいち、1882年（明治15年）1月20日 - 1962年（昭和37年）11月12日）は、日本の教育心理学者。文学博士。東京文理科大学名誉教授。日本の心理測定の先駆者。「田中ビネー知能検査」「田中B式知能検査」をはじめ、多くの心理検査を考案した。
岡山県出身。心理学者として初めて文化功労者、紫綬褒章を受賞。勲二等旭日重光章。

## 略歴
1882年1月20日、岡山県赤磐郡で生まれる。岡山県師範学校、東京高等師範学校を卒業後、山梨県師範学校の教諭を3年ほど勤めるが、恩師の松本亦太郎が京都帝国大学に実験心理学の講座を開設したことを知り、同大学哲学科に入学する。1913年、京都帝国大学文学部哲学科卒業。同時に松本が東京帝国大学に移ることになり、田中は後を追って同大学大学院へと進む。大学院修了後も松本の元で研究を行う。
- 1917年-旧制日本大学中学校（現：日本大学第一中学校・高等学校）教諭
- 1919年 - 文学博士の学位を取得[2][注釈 2]
- 東京高等師範学校 教授
- 東京文理科大学 教授
- 修齊女学院講師
- 1945年 - 日本大学 教授
- 玉川大学 学長[3]
- 1948年 - 田中教育研究所を設立[6][1][注釈 3]。
- 1957年 - 紫綬褒章受章[6]。
- 1960年 - 文化功労者顕彰[6][3]。
- 1962年 - 勲二等旭日重光章を受章[8]

## 著作

### 著書
単著
- 『人間工学―能率研究―』右文館 1921
- 『教育的測定学』松邑三松堂 1926
- 『日本民族の将来』培風館 1926
- 『教育的統計法』昭和出版社 1928
- 『選抜考査法』培風館 1931
- 『個性調査と職業指導の原理』同文書院 1933
- 『B式智能検査法指針』藤井書店 1936
- 『国民教育大系に於ける高等小学の地位』成美堂書店 1937
- 『心理学』松邑三松堂 1937
- 『最新教育学』松邑三松堂 1939
- 『ペスタロッチ』新潮社・新伝記叢書 1940[注釈 4]
- 『日本の人的資源』蛍雪書院 1941
- 『日本民族の力』蛍雪書院 1942
- 『田中びねー式智能検査法』世界社 1947
- 『最新知能検査法』日本文化科学社 1953

共著
- 『小学校に於ける職業指導』丸山良二共著 藤井書店 1929
- 『図画成績考査用尺度』丸山良二共著 藤井書店 1932
- 『教育学―統合新教育教科書―』 共著 松邑三松堂 1932
- 『書き方成績考査用尺度』丸山良二共著 藤井書店 1935
- 『学業成績』丸山良二共著 叢文閣<児童教育講座10> 1936
- 『心理学要説』共著 日本文化科学社 1955
- 『学級の子どもの診断と指導のための統計法』茂木茂八、清水利信共著 日本文化科学社 1959

監修・編著
- 『高等小学教育総論』監輯 成美堂 1938
- 『愛児の教育相談』編 培風館 1939
- 『愛児の導き方』編 培風館 1942
- 『少年の夢―老教師が語る―』編著 現代社 1955

講演録
- 『職業指導ニ関スル講演筆記』述 甲府市職業紹介所 1930
- 『日本民族の將來』講演 海軍省教育局<思想研究資料 第102號> 1933

分担執筆
- 「価値評価の尺度構成法に関する研究」 『松本亦太郎博士在職25年記念 心理学及芸術の研究 下巻』 改造社 (1931)
- 「選抜考査法」 『岩波講座教育科学・第5冊』 岩波書店 (1932)
- 「日本人の身体測定法について」 村地長孝編 『体育論文集』 目黒書店 (1933)
- 「諸民族の知能」 『現代心理学5 民族心理学』 河出書房 (1943)
- 「諸民族の握力に關する研究」 『心理学新研究―松本博士喜寿記念―』田中寛一、城戸幡太郎 共編、岩波書店 1943
- 「要保護少年の心理」 『少年法全国施行記念 少年保護論』 司法保護研究所 (1944)
- 「向性検査とその基準」 牛島義友ほか編 『教育心理学研究・第2集』 巌松堂 (1949)
- 「民族性 I - 民族性の研究法」 『心理学講座10 社会心理』 中山書店 (1954)
- 「わが国における教育測定の発達」 『現代教育心理学大系 9. 測定・評価 (理論編)』 中山書店 (1958)

### 論文
学位論文
- 『心的作動に關する實驗的研究』東京帝国大学〈大学院卒業論文〉、1919年12月。[2]

学術論文
- 「疲労の測定法」 『心理研究』 第5巻 3冊 (通巻 27 号 1914)
- 「学習の心理 (1) - (4)」『心理研究』第9巻 2号 (通巻 50号 1916) - 第11巻 3冊 (通巻 63号 1917)
- 「電信符号に関する実験的研究」『東洋学芸雑誌』(1917)
- 「労働時間と能率」 『心理研究』 第17巻 (通巻 100号 1920)
- 「入学試験と心理的検査の効果」 『心理研究』 第18巻 2冊 (通巻 104号 1920)
- 「教育測定と其の効果」『教育論叢』第3巻 3号 (1920)
- 「智能と情意的特質の測定」『テスト研究』 第1巻 3号 (1924)
- 「品等法に関する一研究」 『テスト研究』 第1巻 6号 (1924)
- 「精神分析学と科学的心理学」『哲学雑誌』第40巻 466号 (1925)
- 「心理学から見たる自然性と賞罰の妥当性」『教育論叢』第14巻 4号 (1925)
- 「低圧及び酸素不足が心身作業能率に及ぼす影響に関する研究 (1)(2)」『日本心理学雑誌』 第3巻 1冊 - 2冊 (1925)
- 「道徳的判断に関する統計的研究」 『心理学研究』 第1巻 1輯 (1926)
- 「一般知能と職業」『教育心理学研究』第1巻 4号 (1926)
- 「学習に於ける根本法則」『教育心理研究』第1巻 8号 (1926)
- 「学習の根本法則に対する批評」『教育心理研究』第2巻 1号 (1927)
- 「小学校に於ける職業指導」『職業指導』第1巻 1号 (1928)
- 「人物の測定法」『教育心理研究』 第3巻 6号 (1928)
- 「個性調査と職業指導」『職業指導』 第2巻 7号 (1929)
- 「B式団体智能検査の一試案」 『心理学研究』 第9巻 5・6 合輯 (1934)
- 「身体に関する種々の測定値間の関係」『教育心理研究』第9巻 3号 (1934)
- 「義務教育年限延長の心理学的根拠」『帝国教育』 第695号 (1936)
- 「職業指導を顧みて」『職業指導』第16巻 1号 (1943)
- 「民主主義と職業指導」『職業指導』第19巻 4・5 合併号 (1946)
- 「諸民族の気質」『人間科学』第3号 (1947)
- 「諸民族の気質性格」『日本学士院紀要』第6巻 1号 (1948)
- 「性能別学習編成」『児童心理』第3巻 3号 (1949)

紀要
- 松本亦太郎ほかと共著「飛行家の選抜法に関する研究」『東京帝国大学航空研究所雑録』第32号 - 第33号 (1922)
- 「低圧と酸素欠乏の心身能率に及ぼす影響に関する実験的研究」『東京帝国大学航空心理研究所報告』第3号 (1928)
- 「東洋諸民族ノ智能ニ関スル比較研究 (1) - (4)」『東京文理科大学文科紀要』第14巻 (1936) - 第17巻 (1939)
- 「北アメリカ三都市ニ於ケル諸民族ノ知能ニ関スル研究」『東京文理科大学文科紀要』第19巻 (1941)
- 「日本民族の智能」東京文理科大学心理学教室『教育心理研究紀要』第1輯 (1941)
- 「知能を基準とする学力の評価」『田中教育研究所紀要』第2号 (1954)